# Jardines de la Reina
Les Jardines de la Reina (« jardins de la Reine ») sont un archipel situé en mer des Caraïbes et dans les provinces de Camagüey et de Ciego de Ávila, sur la côte sud de Cuba.
Il a été nommé par Christophe Colomb en l'honneur de la reine d'Espagne Isabelle Ire la Catholique.
L'archipel est devenu un parc national en 2002 et il est l'une des plus grandes zones protégées de Cuba.
Il totalise une surface de 2 170,36 km2, dont 160,79 km2 de zones terrestres et 2 009,57 km2 de zones marines.

## Îles
Il y a environ 600 cayes, dont les principales :
- Cayos Ana María

- Cayo Bretón[2]
- Cayos Cinco Balas (es)[3]
- Cayos de Las Doce Leguas[4], aussi appelé cayo Grande (Ciego de Ávila)[5]
- Cayo Anclitas (es)[6] (Camagüey)[7]
- Cayo Caballones (es)[8]
- Cayo Miraflores[9]
- Cayos Pingues[6] — maus la carte d'openstreetmap donne aussi la cayeria del Pingués, un peu à l'est mais proche des cayos Pingues[10]
- Cayo Caguamas (es) (immédiatement au sud-est du parc national[11]
- Cayo Granada (es) (Camagüey ; à l'est du parc national)[12]
- Cayo Algodón Grande (es) (Camagüey ; au nord du parc national)[13]
- Cayo Campos (au nord du parc national près de la côte de Baraguá)[14] (ne pas confondre avec le cayo Campos[15] de l'île de la Juventud)

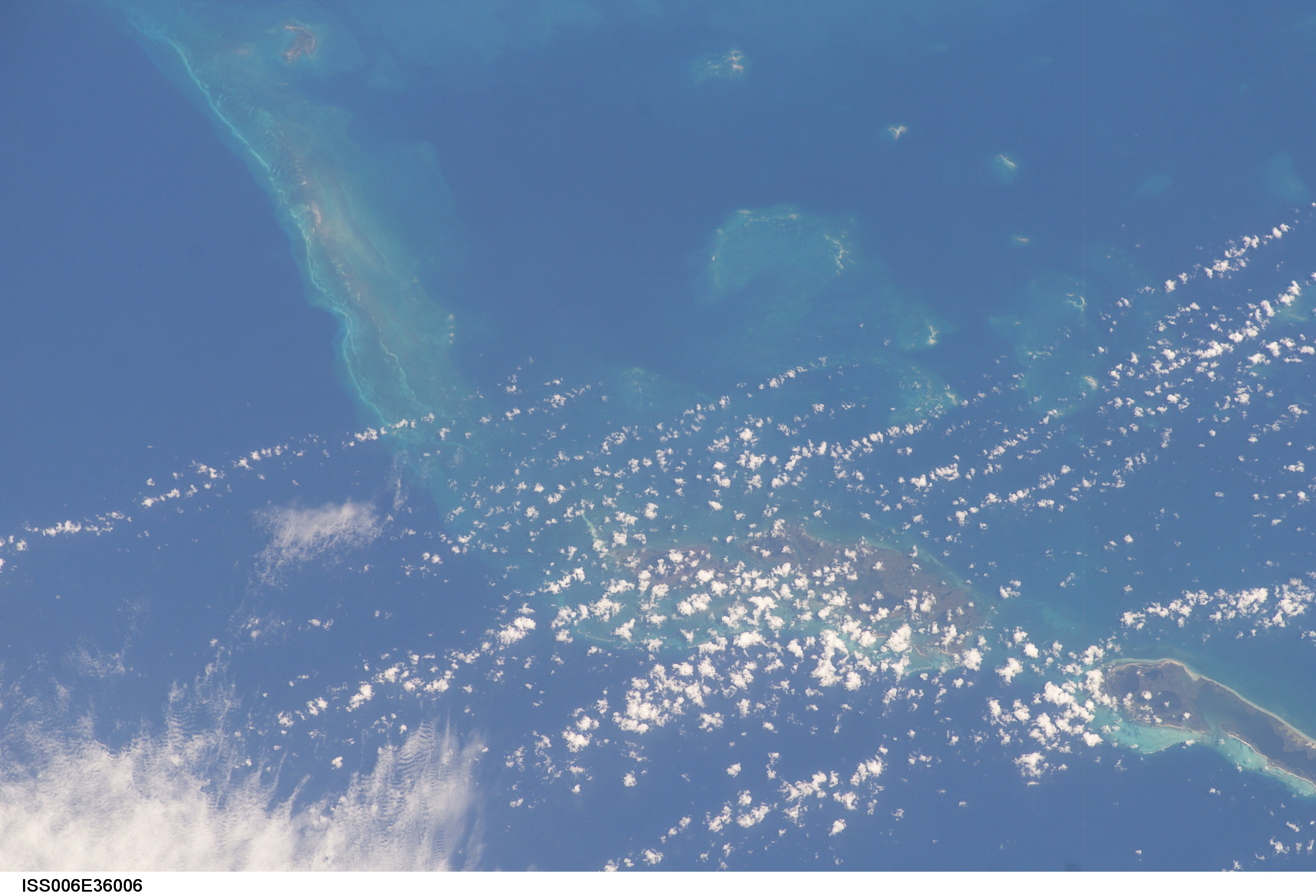
Extrémité ouest de l'archipel, d'ouest en est : cayo Bretón, et cayo Grande